# Stéphane Hennebert
Stéphane Hennebert (Lobbes, 2 de juny de 1969) va ser un ciclista belga, que fou professional entre 1992 i el 2000. Els seus principals resultats foren les victòries al Gran Premi d'Obertura La Marseillaise i al Gran Premi Jef Scherens.

## Palmarès
- 1991
  - 1r al Omloop Het Nieuwsblad sub-23
- 1992
  - Vencedor d'una etapa del Tour de l'Essonne
- 1995
  - 1r al Gran Premi d'Obertura La Marseillaise
- 1997
  - 1r al Gran Premi Jef Scherens